# 郭天民 (外交官)
郭天民，中华人民共和国政治人物、外交官。
1992年，接替周振东，担任中华人民共和国驻乍得大使。1995年，由高如铭接任。1999年4月至2002年10月，任中华人民共和国驻加蓬大使。